# Тюнгюлю
Тюнгюлю (якут. Төҥүлү, рос. Тюнгюлю) — село у Мегіно-Кангалаському улусі Республіки Сахи Російської Федерації.
Населення становить 2173 особи. Орган місцевого самоврядування — Тюнгюлюнський наслег.

## Географія

### Клімат
| Клімат Тюнгюлю            | Клімат Тюнгюлю | Клімат Тюнгюлю | Клімат Тюнгюлю | Клімат Тюнгюлю | Клімат Тюнгюлю | Клімат Тюнгюлю | Клімат Тюнгюлю | Клімат Тюнгюлю | Клімат Тюнгюлю | Клімат Тюнгюлю | Клімат Тюнгюлю | Клімат Тюнгюлю | Клімат Тюнгюлю |
| Показник                  | Січ.           | Лют.           | Бер.           | Квіт.          | Трав.          | Черв.          | Лип.           | Серп.          | Вер.           | Жовт.          | Лист.          | Груд.          | Рік            |
| Середній максимум, °C     | −38,2          | −30,5          | −14            | 0,7            | 12,6           | 22,4           | 25,5           | 21,2           | 11,4           | −4,3           | −25,4          | −35,9          | −4             |
| Середня температура, °C   | −42            | −36,3          | −22,3          | −6,7           | 6,3            | 15,4           | 18,5           | 14,5           | 5,8            | −9             | −29,9          | −39,7          | −10            |
| Середній мінімум, °C      | −45,7          | −42            | −30,6          | −14,1          | 0,0            | 8,4            | 11,6           | 7,9            | 0,2            | −13,6          | −34,4          | −43,5          | −16            |
| Норма опадів, мм          | 9              | 7              | 6              | 10             | 22             | 42             | 43             | 42             | 31             | 20             | 15             | 11             | 258            |
| ------------------------- | -------------- | -------------- | -------------- | -------------- | -------------- | -------------- | -------------- | -------------- | -------------- | -------------- | -------------- | -------------- | -------------- |
| Джерело: climate-data.org |                |                |                |                |                |                |                |                |                |                |                |                |                |

## Історія
Згідно із законом від 30 листопада 2004 року органом місцевого самоврядування є Тюнгюлюнський наслег.

## Населення
| 2002  | 2010  | 2012  | 2013  | 2014  | 2015  | 2016  |
| ----- | ----- | ----- | ----- | ----- | ----- | ----- |
| 2280  | ↗2308 | ↘2297 | ↘2262 | ↘2219 | ↘2206 | ↘2189 |
| 2017  | 2018  |       |       |       |       |       |
| ↗2195 | ↘2173 |       |       |       |       |       |

## Видатні уродженці
- Десяткін Тарас Гаврилович (1928—2018) — начальник об'єднання «Якутзолото», Герой Соціалістичної Праці.